# Motörhead
A Motörhead angol hard rock, heavy metal, rock and roll együttes volt, amit Londonban alapított 1975-ben Ian "Lemmy" Kilmister énekes-basszusgitáros. A zenekar a nevét az angol szlengben használt kifejezésről kapta, ami amfetaminhasználót jelent.
A zenekar a NWOBHM zenei mozgalom egyik meghatározó alakja, ezzel együtt zenéjüket a hagyományos metálelemek helyett sokkal inkább a kevésbé kötöttebb, a klasszikus rock and roll alapokra épülő, de annál lényegesen gyorsabb és agresszívabb stílusjegyek jellemzik. A Motörhead sikerét Top 40-es dalainak, valamint az olyan albumoknak, mint az Overkill, a Bomber, az Ace of Spades, és a No Sleep ’til Hammersmith köszönheti. Ezekkel a sikerekkel az Egyesült Királyság egyik legnagyobb rockzenekarává nőtte ki magát az 1980-as évek elejére.
Az együttes 40 éven keresztül adott ki lemezeket és koncertezett szinte megállás nélkül. 2015 végén a frontember, Lemmy halálával véget ért a Motörhead története.

## Története
A zenekart eredetileg Bastards néven alapította Ian "Lemmy" Kilmister, a Hawkwind egykori basszusgitárosa. A trió felállású Motörhead (Lemmy – basszusgitár/ének, Larry Wallis – gitár, Lucas Fox – dobok) első koncertjét 1975. július 20-án adta a londoni Roundhouse-ban. Még az alapítás évében (az On Parole album felvételei közben) csatlakozott hozzájuk Phil "Philthy Animal" Taylor dobos és az együttes ugyanezen évben változtatta nevét Motörheadre, amelyben egy úgynevezett Heavy metal umlaut szerepel. Az umlaut Lemmy Kilmister ötlete volt; elmondása szerint azt szerette volna elérni, hogy gonosznak nézzen ki az együttes neve.
A zenekarhoz 1976-ban csatlakozott "Fast" Eddie Clarke gitáros és ezzel a klasszikus felállás is kialakult. Első albumuk 1977-ben jelent meg, de a korszak hard rock zenekaraihoz képest is nyers muzsikájuk eleinte mérsékelt sikert aratott. A bemutatkozó album borítóján szerepelt első ízben a Motörhead jelképének számító, vicsorgó, agyaras koponya, Snaggletooth (magyarul: Csorbafog). A borítógrafikát Joe Petagno készítette, aki a későbbi Motörhead-albumokon számtalan formában festette meg a figurát.
Bár az egyaránt 1979-es kiadású Overkill és Bomber című lemezek növekvő népszerűséget jeleztek, az igazi áttörést mégis az 1980-ban megjelent negyedik, Ace of Spades című album hozta meg számukra. A következő évben kiadott első Motörhead-koncertalbum, a No Sleep ’til Hammersmith pedig már az eladási listák csúcsára repítette őket Angliában. A zenekart azóta is a tágabb értelemben vett rock 'n' roll életérzés legvadabb, legnyersebb, leghangosabb, de ezzel együtt egyik legalapvetőbb képviselőjeként tartják számon.

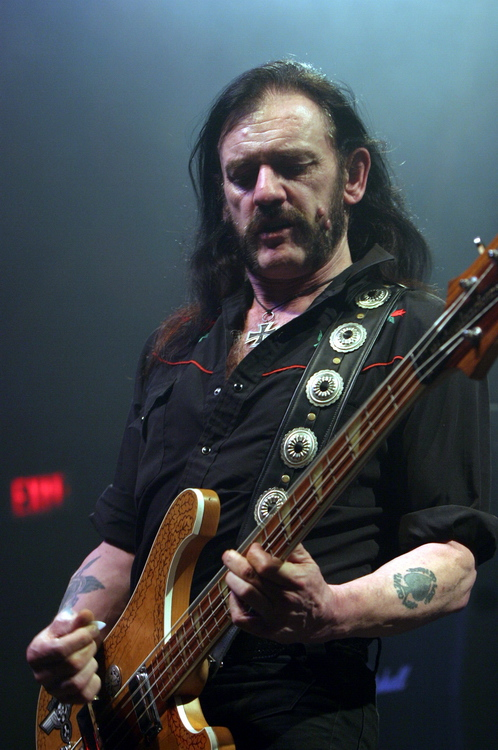
Lemmy a színpadon, 2005.

Az 1982-es Iron Fist album megjelenését követő észak-amerikai turné második fellépése után Clarke kilépett a zenekarból és a helyére a Thin Lizzy gitárosa Brian "Robbo" Robertson állt, akivel aztán az Another Perfect Day lemezüket is készítették. 1984-ben a zenekar kiadója egy dupla válogatásalbumot dobott piacra No Remorse címmel, amelyen a korábbi stúdiólemezekről kimásolt dalok mellett négy új felvétel is helyet kapott. Az új dalokat már egy teljesen kicserélődött tagságú Motörhead készítette. Lemmy kivételével mindenki távozott az előző felállásból. Az új dobos Pete Gill (ex-Saxon) lett, a gitáros posztjára viszont rögtön két ígéretes jelentkező is akadt: Phil Campbell és Würzel.
Az immár négytagú Motörhead 1984. szeptember 21-én első ízben lépett fel Magyarországon, Budapesten, majd rögtön másnap Debrecenben is adtak egy koncertet. Közben az eddigi Motörhead-lemezeket gondozó Bronze Records és a zenekar útjai elváltak. Új szerződést a zenekar menedzsere Douglas Smith által működtetett GWR kiadóval kötöttek. Az első kiadványuk a Motörhead tízéves szülinapját 1985. június 26-án a londoni Hammersmith Odeonban megünneplő koncert videófelvétele volt, a The Birthday Party. Három év után aztán egy új stúdióalbum is elkészült, az 1986-ban megjelent Orgasmatron.
A következő év újabb tagcserét hozott. Pete Gill dobost kirúgták és visszatért "Philthy Animal" Taylor. A zenekar szerepelt az Eat The Rich című mozifilmben, amelynek főcímdalát is a Motörhead jegyzi. A dal a Rock ’n’ Roll című 1987-es Motörhead-albumra is felkerült. Évekig tartó huzavona következett ezután, mire a zenekarnak sikerült megszabadulnia a GWR kiadótól és Douglas Smith menedzsertől.
A kilencvenes éveket aztán a Sony Music egyik alkiadójánál, a WTG-nél kezdte a Motörhead és pályafutásuk egyik legváltozatosabb lemezét készítették el 1916 címen (az évszám az első világháborús somme-i csatára utal). A Grammy-díjra jelölt album címadóját és a "Love Me Forever" dalt a Motörheadtől szokatlan dallamos, lírai megfogalmazás jellemzi, ami sok régi rajongónak okozott meglepetést. A tengerentúlon sikeres korongot már a következő évben új album követte, a csalódást keltő March ör Die (1992). A lemezt az Ozzy Osbourne – Whitesnake-dobos Tommy Aldridge ütötte fel, mivel Phil Taylort a lemezfelvétel közben kirúgták. Taylor egyedül a lemez slágerének szánt "I Ain't No Nice Guy" balladában dobol; ugyanebben szerepel vendégként Ozzy és Slash. Egy harmadik dobos is játszik a lemezen, a "Hellraiser" dalban Mikkey Dee (ex-King Diamond-dobos), aki a felvételek végén csatlakozott a Motörheadhez és a zenekar pályafutásának végéig a zenekar biztos tagja volt.
A Sony és a Motörhead kapcsolata hamar megromlott és végül egy nem túl hatékony német dance-kiadónál (ZYX Records) kötöttek ki. Náluk jelent meg a Bastards című album 1993-ban, amely a terjesztési hiányosságok miatt Európán kívül gyakorlatilag nem volt kapható. Természetesen újabb kiadóváltás következett. Már a Bastards is visszakanyarodást mutatott a Motörhead harapós, mocskos zenei világához, de vadságával a Sacrifice (1995) album ezen is túltett. A felvételek végeztével Würzel kilépett a zenekarból így a Motörhead trió felállásban folytatta tovább: Lemmy (basszusgitár/ének), Phil Campbell (gitár), Mikkey Dee (dobok).
Ez a felállás bizonyult eddig a legstabilabbnak, hiszen 1995 óta ebben a formációban lépett színpadra és készítette lemezeit a Motörhead, a zenekar rajongótábora pedig átlagosan kétévente újabb csokor friss Motörhead-dalt kapott kézhez az aktuális stúdióalbum megjelenésével. Az utóbbi idők legsikeresebb Motörhead-lemeze a 2008-as Motörizer, amely Európában és Amerikában is egyaránt jól szerepelt az eladási listákon.
2013 nyarán több európai koncertet is le kellett mondania a szinte állandóan turnézó zenekarnak Lemmy egészségügyi problémái miatt. Az augusztus 2-i Wacken Open Air fellépésüket 6 dal után szakították félbe. A 2013 októberében megjelent Aftershock című Motörhead-album lemezbemutató turnéját előbb a következő év februárjára halasztották, majd egy hónappal az indulás előtt lemondták. 2014-ben Európában tért vissza a színpadokra a Motörhead egy nyári turnéval. A zenekar 2015 júniusában jelentette be, hogy augusztusban Bad Magic címmel adnak ki új stúdióalbumot.
Kitartásuknak, minőségi lemezeiknek és energikus élő fellépéseiknek köszönhetően Lemmy és csapata negyven év alatt a kemény rockzene egyik legendájává vált.
2015. november 11-én a Motörhead klasszikus felállásának dobosa, Phil "Philthy Animal" Taylor, 61 éves korában meghalt. Nem sokkal később, 2015. december 28-án, elhunyt Lemmy, négy nappal a hetvenedik születésnapja után. Másnap a zenekar aktuális dobosa, Mikkey Dee bejelentette, hogy a „Motörheadnek természetesen vége, hiszen Lemmy volt a Motörhead”. 2018. január 10-én elhunyt a klasszikus Motörhead-felállás harmadik tagja, "Fast" Eddie Clarke gitáros is. A zenész 67 éves korában, tüdőgyulladás következtében vesztette életét.

## Motörhead-koncertek Magyarországon
- 1984. szeptember 21. Budapest, Volán SC Sporttelep
- 1984. szeptember 22. Debrecen, Dózsa Stadion
- 1994. június 7. Budapest, Petőfi Csarnok Szabadtéri Színpad
- 1997. augusztus 15. Budapest, Pepsi Sziget
- 1998. június 30. Budapest, Petőfi Csarnok
- 2000. december 7. Budapest, Petőfi Csarnok
- 2001. június 16. Alsóörs, II. Nemzetközi Harley Davidson fesztivál
- 2004. június 19. Debrecen, Vekeri-tó
- 2006. július 14. Tokaj, Hegyalja Fesztivál
- 2010. július 16. Tokaj, Hegyalja Fesztivál
- 2011. augusztus 10. Budapest, Sziget Fesztivál
- 2015. július 3. Sopron, VOLT Fesztivál

## Tagok
Utolsó felállás
- Ian "Lemmy" Kilmister – basszusgitár, ének (1975–2015) Haláláig.
- Phil Campbell – gitár (1984–2015)
- Mikkey Dee – dobok (1992–2015)

Korábbi tagok
- Mike 'Würzel' Burston – gitár (1984–1995) Elhunyt 2011-ben.
- Tommy Aldridge – dobok (1992)
- Phil "Philthy Animal" Taylor – dobok (1975–1984, 1987–1992) Elhunyt 2015-ben.
- Pete Gill – dobok (1984–1987)
- Brian "Robbo" Robertson – gitár (1982–1983)
- "Fast" Eddie Clarke – gitár (1976–1982) Elhunyt 2018-ban.
- Larry Wallis – gitár (1975–1976)
- Lucas Fox – dobok (1975)

## Diszkográfia
| - On Parole (1975) - Motörhead (1977) - Overkill (1979) - Bomber (1979) - Ace of Spades (1980) - Iron Fist (1982) - Another Perfect Day (1983) - Orgasmatron (1986) - Rock ’n’ Roll (1987) - 1916 (1991) - March ör Die (1992) - Bastards (1993) | - Sacrifice (1995) - Overnight Sensation (1996) - Snake Bite Love (1998) - We Are Motörhead (2000) - Hammered (2002) - Inferno (2004) - Kiss of Death (2006) - Motörizer (2008) - The Wörld Is Yours (2010) - Aftershock (2013) - Bad Magic (2015) |